# Євтух Микола Борисович
Мико́ла Бори́сович Євту́х (26 червня 1938, Погост, Польська республіка — 15 червня 2022, Київ, Україна) — педагог, доктор педагогічних наук (1996), професор (1991), академік АПНУ (1999). Брат Євтуха Володимира Борисовича.

## Біографічні дані
Народився 26 червня 1938 року в селі Погост (нині Зарічне) Рівненської області.
У 1962 році закінчив Львівський університет. Працював вчителем.
З 1972 по 1978 — старший науковий співробітник НДІ педагогіки УРСР. З 1978 року працює у Київському лінгвістичному університеті: з1989 по 2002 — завідувач, з 2003 — професор кафедри педагогіки і психології. З 1997 по 2018 рік — академік-секретар відділу педагогіки і психології вищої школи АПНУ.
Помер після тривалої важкої хвороби 15 червня 2022 року в Києві.

## Наукова робота
Вивчав історію освіти й педагогіки України і зарубіжних країн, проблеми педагогіки вищої школи, порівняльної, соціальної педагогіки.
Автор понад 500 наукових та науково-методичних праць, серед яких: 
- монографії «Розвиток освіти і педагогічної думки в Україні (кінець XVIII — перша половина XIX ст.)», «Просвітницька діяльність і педагогічні ідеї видатних українських вчених, письменників і громадських діячів (кінець XVIII — перша половина XIX ст.)», «Просвітницька діяльність та педагогічні погляди Олександра Васильовича Духновича»; 
  - у співавторстві — «Гуманізація виховання в контексті розвитку польської педагогіки міжвоєнного періоду (1918—1939рр.)», «Освітня діяльність української еміграції у Чехословаччині між двома світовими війнами (1921—1945 рр.)», «Технологія інноваційної педагогічної освіти»;
- підручники — «Педагогіка: теорія та історія», «Педагогіка і психологія вищої школи», «Соціальна педагогіка», «Психологія і педагогіка», «Математичне моделювання в психологічних та соціологічних дослідженнях», «Педагогічна психологія», «Культура взаємин»;
- навчальні посібники — «Технології соціальної роботи в зарубіжних країнах», «Соціальна робота в зарубіжних країнах», «Правові основи української педагогіки: етика та соціальні норми» тощо.

Автор нового напряму в педагогіці — традиції виховання у зарубіжній народній педагогіці. Також автор першої в Україні комп'ютерної навчально-контролюючої системи з курсу «Педагогіка», яка була успішно апробована і використана в практиці деяких ЗВО України. Керівник наукової школи, яку представляють підготовані ним 50 докторів та 130 кандидатів педагогічних наук. Член спеціалізованих вчених рад із захисту докторських дисертацій, член редакційної колегії журналів «Рідна школа», «Педагогіка і психологія», інших наукових та науково-методичних збірників. Очолював експертну раду з педагогіки, психології та фізичного виховання Вищої атестаційної комісії України. Член комісії з питань Державного реєстру наукових установ, яким надається державна підтримка МОН України.
Євтух М. Б. — заслужений професор Київського національного лінгвістичного університету, почесний доктор Східноукраїнського національного університету ім. В. Даля, Інституту вищої освіти НАПН України, Кримського гуманітарного університету, Університету Григорія Сковороди в Переяславі, Чернігівський колегіум ім. Т. Г. Шевченка, Донбаського державного педагогічного університету, Дрогобицького державного педагогічного університету ім. І. Франка, Прикарпатського національного університету ім. В. Стефаника, Міжнародного економіко-гуманітарного університету «РЕГІ» тощо.

### Основні праці
За ЕСУ:
- Формування гуманізму в системі особистісних якостей студентів. — Х., 1995 (співавтор);
- Розвиток освіти і педагогічної думки в Україні (кінець ХVIII — перша половина ХIХ ст.). — К., 1996;
- Етнопедагогічні традиції виховання у Великій Британії. — Р., 1997 (співавтор);
- Гуманізація виховання в контексті розвитку польської педагогіки міжвоєнного періоду (1918—1939). — Лг., 2004 (співавтор);
- Індивідуальний підхід у формуванні професійної компетентності майбутніх економістів. — Х., 2007 (співавтор)[1];
- Педагогіка: теорія та історія. — К., 1995 (співавтор — Галузинський Володимир Михайлович).

## Нагороди
- Орден «За заслуги» ІІІ ступеня;
- Почесна грамота Кабінету Міністрів України;
- Почесна грамота НАПН України;
- Медаль «Ветеран праці»;
- Медаль «Ушинський К. Д.»;
- Медаль «Григорій Сковорода»;
- Медаль «А. С. Макаренко»;
- Медаль «Святий Іштван» (Угорщина);
- Нагрудний знак «Відмінник народної освіти УРСР»;
- Нагрудний знак «За наукові досягнення»;
- Нагрудний знак «Петро Могила»[3].